# Maribo
Maribo je město v Dánsku ve vnitrozemí ostrova Lolland. Nachází se u břehu jezer Søndersø a Nørresø, asi 144 km jihozápadně od Kodaně. Město je od roku 2007 správním střediskem komuny Lolland, i přesto, že se ve stejné komuně nachází větší město Nakskov. V roce 2023 zde žilo 5 734 obyvatel.
Ve znaku města je zobrazena svatá Brigita Švédská, v době jejího života bylo v Maribu založeno opatství brigitek. V Maribu se nachází katedrála, která se v letech 1804 – 1805 stala diecézní katedrálou, biskup diecéze Lolland-Falster však sídlí ve městě Nykøbing Falster. Ve městě se také nachází kostel a klášter, oba jsou zasvěceny svaté Brigitě. Dříve zde sídlil pivovar Maribo Bryghus, který fungoval v letech 1895 – 2008.
Severně od města prochází dálnice E47, která tvoří jeho obchvat. Zároveň zde prochází primární silnice 9 a sekundární silnice 153.